# Carmentalia
Carmentalia – rzymskie święto ku czci bogini Karmenty (Carmentis), obchodzone od 11–15 stycznia.
Tego dnia Flamen Carmentalis składał ofiarę w świątyni poświęconej temu bóstwu, znajdującej się obok bramy Porta Carmentalis, a kobiety modliły się o szczęśliwy i bezpieczny poród oraz zdrowie dla dzieci.